# Caitlin's Way
Caitlin's way (conocido como Toda Caitlin en Hispanoamérica, Entre dos mundos en España, y Just a Kid en Australia) es una serie de drama adolescente que se emitió en el canal Nickelodeon entre 2000 y 2002, y que protagonizaban Lindsay Felton, Jeremy Foley y Cynthia Belliveau entre otros. La serie se emitió también por parte de Disney Channel en Latinoamérica, Reino Unido e Irlanda y por parte del canal YTV en Australia. 
Fue cancelada después de 3 temporadas por la bajada de audiencia y, hasta que se emitiera en 2005 Zoey 101, fue la única serie de drama juvenil del canal.

## Sinopsis
Caitlin Seeger (Lindsay Felton) es una huérfana rebelde y problemática de 14 años de Philadelphia que, tras ser arrestada, debe decidir si ir a un reformatorio o a vivir con la hermana de su difunta madre. Teniendo en cuenta las opciones, Caitlin se muda con sus tíos Dori (Cynthia Belliveau) y Jim Lowe (Ken Tremblett) y el hijo de estos, Griffen (Jeremy Foley), a su rancho en High River, una pequeña localidad de Montana muy cerca de Canadá, donde deberá llevar una vida rural, rodeada de caballos y naturaleza, a la que no está acostumbrada. 
Mientras hace frente a los problemas de la adaptación y a sus propios sentimientos contradictorios por tener una nueva familia, encontrará a su mejor amigo: un caballo bayo salvaje, al que llamará Bandido y cuya compañía la cambiará para siempre. 

## Reparto
| Personaje       | Actor/actriz       | N.º de episodios | Situación            |
| --------------- | ------------------ | ---------------- | -------------------- |
| Caitlin Seeger  | Lindsay Felton     | 52               | protagonista         |
| Dori Lowe       | Cynthia Belliveau  | 52               | coprotagonista       |
| Jim Lowe        | Jeremy Foley       | 52               | coprotagonista       |
| Griffen Lowe    | Ken Tremblett      | 52               | coprotagonista       |
| Eric Anderson   | Brendan Fletcher   | 22               | personaje secundario |
| Brett Steven    | Stephen Warner     | 22               | personaje secundario |
| agente Maggert  | Mitchell Kosterman | 20               | personaje secundario |
| Taylor Langford | Tania Saulnier     | 13               | personaje secundario |
| Will Findlay    | Jason McSkimming   | 11               | personaje secundario |

## Episodios

### Temporada 1
Los espidoios que tuvieron los mayores ratios de audiencia corresponden a esta temporada, siendo los tres primeros Apartada: parte 1 con 7.8, Apartada: parte 2 con 7.6 y  Sustituto por un día con 7.5 (que corresponden respectivamente a los episodio 1, 2 y 13 de la temporada).
| n.º | título                       | Fecha de primera emisión | Director          | Guionista                       | Banda sonora del episodio |
| --- | ---------------------------- | ------------------------ | ----------------- | ------------------------------- | --- |
| 1   | Apartada: parte 1            | 11 de marzo de 2000      | Nicholas Kendal   | Jana Veverka                    | -"The Bottom Line" de Belvedere -"Smart Bomb" de Cooper, Kennedy y Lazarowich -"Wishing for a Sail" de Dig Circus -"Out Again" de Pleasure -"24/7" de Sarah Richardson y Tim McKenzie |
| 2   | Apartada: parte 2            | 11 de marzo de 2000      | Nicholas Kendal   | Jana Veverka                    | -"Smart Bomb" de Cooper, Kennedy, Lazarowich -"Wishing for a Sail" de Dig Circus -"Angel" de Sarah Richardson and Tim McKenzie |
| 3   | Apartada: parte 3            | 11 de marzo de 2000      | Nicholas Kendal   | Jana Veverka                    | -"Wishing for a Sail" de Dig Circus -"Out Again" de Pleasure |
| 4   | Límites                      | 12 de marzo de 2000      | Jane Thompson     | Brent Piaskoski                 | -"What a Way to Run a Railroad" de Cooper, Kennedy, Lazarowich -"Haunted" de Dick 'N' Jane -"Wishing for a Sail" de Dig Circus -"Esquire Lounge" de The Dino Martini's |
| 5   | Miedo y caída en Montana     | 19 de marzo de 2000      | Peter D. Marshall | Therese Beaupre y Edgar Lyall   | -"Long and Beautiful" de Dick 'N' Jane -"Wishing for a Sail" de Dig Circus |
| 6   | Pagando deudas               | 26 de marzo de 2000      | Jimmy Kaufman     | Brent Piaskoski                 | -"Wishing for a Sail" de Dig Circus -"Gravity" de The Household Saints -"Out Again" de Pleasure |
| 7   | Compañeros de sol            | 2 de abril de 2000       | Jimmy Kaufman     | Therese Beaupre y Edgar Lyall   | -"That's How Long" de Carson Cole -"Wishing for a Sail" de Dig Circus |
| 8   | Cuidado conmigo              | 9 de abril de 2000       | Gary Harvey       | Suzanne Bolch y John May        | "Yogi Bear" -- Cinderpop "Wishing for a Sail" -- Dig Circus |
| 9   | Espectáculo de horror        | 15 de abril de 2000      | James Marshall    | Therese Beaupre                 | "Wishing for a Sail" -- Dig Circus "Blind Date" -- Jeremy Foley and Stephen Warner |
| 10  | Dame con lo mejor que tengas | 16 de abril de 2000      | Jimmy Kaufman     | Brent Piakoski                  | "Wishing for a Sail" -- Dig Circus "Make Up Your Mind" -- Karen Holley and Mark Delahanty "Off Days" -- Pleasure |
| 11  | el primer baile de Caitlin   | 23 de abril de 2000      | Alan Simmonds     | Edgar Lyall                     | "Wishing for a Sail" -- Dig Circus "Yours Truly" -- The Dino Martini's "Moon Man" -- J. J. Golden and Chris Powell "Never Tire of You" -- Chris Powell |
| 12  | Probando                     | 30 de abril de 2000      | Norma Bailey      | Therese Beaupre                 | "Angel of Mine" -- A Is A "Wishing for a Sail" -- Dig Circus "Duh, Love, Uh-Huh" -- Jeremy Foley, Stephen Warner, Brendan Fletcher, and Chris Powell "Gravity" -- The Household Saints |
| 13  | Sustuto por un día           | 7 de mayo de 2000        | Alan Simmonds     | Edgar Lyall                     | "Wishing for a Sail" -- Dig Circus "Livin' Right" -- Cindy O'Neil |
| 14  | Por el paseo                 | 14 de mayo de 2000       | Larry Mclean      | Brett Piaskoski                 | "Survival of the Hippest" -- Carson Cole "World's Gone Crazy" -- Carson Cole "Wishing for a Sail" -- Dig Circus |
| 15  | Amor de cachorro             | 21 de mayo de 2000       | Jimmy Kaufman     | Toni DiFranco                   | "Wishing for a Sail" -- Dig Circus "Aces of Spades" -- The Dino Martini's "King Louis" -- The Dino Martini's "Restaurant" -- The Dino Martini's "Let's Pretend" -- The Dino Martini's "Old Lamp" -- The Dino Martini's "Wack-O-Kitty" -- The Living in Swing Orchestra "Rockin' at the Palace" -- The Living in Swing Orchestra "Anything" -- The Living in Swing Orchestra "Y2K" -- The Living in Swing Orchestra "Rich Mind" -- Pleasure "Beautiful Eyes" -- Under Construction |
| 16  | La confianza de Caitlin      | 23 de julio de 2000      | Gary Harvey       | Therese Beaupre                 | "I Can't Get Over You" -- Carson Cole "Old Guitar" -- Carson Cole "Wishing for a Sail" -- Dig Circus "Livin' Right" -- Cindy O'Neil |
| 17  | El candidato                 | 30 de julio de 2000      | Peter D. Marshall | Beth Stewart                    | "Hot Sauce Blues" -- Kristian Alexandrov "Something's Wrong Around Here" -- Carson Cole "Wishing for a Sail" -- Dig Circus "Fool" -- Interstellar Root Cellar "Golden Meanie's Cocktail Glass" -- Interstellar Root Cellar |
| 18  | Lazos que unen               | 6 de agosto de 2000      | Patrick Williams  | Jana Veverka                    | "Wishing for a Sail" -- Dig Circus "Free Spirit" -- Free Spirit "The Operator" -- Pleasure "Smile" -- superGARAGE |
| 19  | Jugando a ser Caitlin        | 13 de agosto de 2000     | Nicholas Kendall  | Therese Beaupre                 | "Walk in My Shoes" -- A is A "Ashes" -- Amanda Clemens "Wishing for a Sail" -- Dig Circus |
| 20  | Verdad o atrevimiento        | 20 de agosto de 2000     | Jimmy Kaufman     | Melissa Mortimer y Jana Veverka | "Something's Wrong Around Here" -- Carson Cole "Let Me Go" -- Dick 'N' Jane "Wishing for a Sail" -- Dig Circus "Old Lamp" -- The Dino Martini's "Feelin' Brave" -- Free Spirit "Virus" -- The Wish Factory |
| 21  | Verdadero coraje             | 27 de agosto de 2000     | Larry Mclean      | Brett Piaskoski                 | "Old Guitar" -- Carson Cole "Rat Race" -- Carson Cole "Red River" -- Carson Cole "Something's Wrong Around Here" -- Carson Cole "Talk is Cheap" -- Carson Cole "Wishing for a Sail" -- Dig Circus "Did it End?" -- superGARAGE "Post Teen Crisis" -- superGARAGE "Rank" -- superGARAGE |
| 22  | Bajo el cielo del oeste      | 3 de septiembre de 2000  | Jimmy Kaufman     | Jana Veverka                    | "Driving by Your House" -- A is A "What Kind of World" -- A is A "Wishing for a Sail" -- Dig Circus |

### Temporada 2
| n.º | Título               | Fecha de primera emisión |
| --- | -------------------- | ------------------------ |
| 1   | El presente: parte 1 | 7 de octubre de 2000     |
| 2   | El presente: parte 2 | 7 de octubre de 2000     |
| 3   | Camino del dinero    | 14 de octubre de 2000    |
| 4   | Principios           | 21 de octubre de 2000    |
| 5   | Caída libre          | 4 de noviembre de 2000   |
| 6   | Hermosos soñadores   | 18 de noviembre de 2000  |
| 7   | Temblor              | 7 de enero de 2001       |
| 8   | Toda la noche        | 14 de enero de 2001      |
| 9   | El camino fácil      | 21 de enero de 2001      |
| 10  | Cumpleaños tardío    | 28 de enero de 2001      |
| 11  | Vacas y efectos      | 4 de febrero de 2001     |
| 12  | Carámbano            | 11 de febrero de 2001    |
| 13  | Compañeros           | 18 de febrero de 2001    |
| 14  | Fuera de la ley      | 25 de febrero de 2001    |
| 15  | Desconectado         | 4 de marzo de 2001       |
| 16  | Dr. Verdad           | 11 de marzo de 2001      |
| 17  | Química              | 18 de marzo de 2001      |
| 18  | Hermana pequeña      | 25 de marzo de 2001      |
| 19  | Julieta y su Romeo   | 1 de abril de 2001       |

### Temporada 3
| n.º | Título              | Fecha de primera emisión |
| --- | ------------------- | ------------------------ |
| 1   | La madre del año    | 22 de abril de 2001      |
| 2   | Bowlerama           | 13 de mayo de 2001       |
| 3   | Latido              | 3 de marzo de 2002       |
| 4   | Todo sobre Caitlin  | 10 de marzo de 2002      |
| 5   | Ausente             | 17 de marzo de 2002      |
| 6   | Viejos amigos       | 24 de marzo de 2002      |
| 7   | Duh Truth, uh-huh   | 31 de marzo de 2002      |
| 8   | Solo                | 7 de abril de 2002       |
| 9   | La promesa: pate 1  | 14 de abril de 2002      |
| 10  | La promesa: parte 2 | 21 de abril de 2002      |
| 11  | Quemado             | 28 de abril de 2002      |

## Premios
| Premio             | Año  | Categoría                                         | Entregado a...                                     | Estado   |
| ------------------ | ---- | ------------------------------------------------- | -------------------------------------------------- | -------- |
| Gemini Award       | 2001 | Mejor actuación en una serie juvenil o infantil   | Brendan Fletcher (por el episodio El camino fácil) | Ganador  |
| Humanitas Prize    | 2000 |                                                   | Jana Veverka (por el episodio Apartada)            | Nominado |
| Leo Awards         | 2001 | Mejor dirección de una serie juvenil              | Anthony Atkins                                     | Nominado |
| Leo Awards         | 2001 | Mejor actuación en un programa infantil o juvenil | Tania Saulnier (por el episodio Hermana pequeña)   | Nominado |
| Young Artist Award | 2001 | Mejor actuación en una serie de drama             | Jeremy Foley                                       | Nominado |
| Young Artist Award | 2002 | Mejor actuación en una serie de drama             | Lindsay Felton                                     | Nominado |